# Susanne Rau
Susanne Rau (* 1969) ist eine deutsche Historikerin und Hochschullehrerin.

## Wissenschaftliche Laufbahn
Susanne Rau studierte von 1990 bis 1993 Allgemeine Rhetorik, Geschichte und Romanistik an der Eberhard-Karls-Universität Tübingen. Dann wechselte sie an die Universität Hamburg, um dort die Fächer Geschichte, Französisch und Philosophie zu belegen. Sie schloss ihr Studium 1997 mit dem Magister Artium ab. Danach blieb sie noch drei weitere Jahre als wissenschaftliche Mitarbeiterin im Bereich Frühe Neuzeit in Hamburg. Sie wurde 2001 mit dem Thema Städtische Geschichtsschreibung und Erinnerungskultur im Zeitalter der Reformation und Konfessionalisierung in Bremen, Breslau, Hamburg und Köln promoviert. Daraufhin ging sie an die Technische Universität Dresden, um dort bis zum Abschluss ihrer Habilitation im Jahr 2008 als Wissenschaftlerin innerhalb des Sonderforschungsbereiches Institutionalität und Geschichtlichkeit zu arbeiten. Im Jahr 2009 wurde Rau zur Professorin für Geschichte und Kulturen der Räume in der Neuzeit an der Universität Erfurt ernannt. Seit Herbst 2018 ist sie Sprecherin der DFG-Kolleg-Forschungsgruppe „Religion und Urbanität“.
Rau hielt sich häufig zu Forschungs- und Lehrzwecken in Frankreich auf, so 2007 im Rahmen eines Lehrauftrages an der Université Lumière Lyon 2, oder 2008 bis 2009 mit einem Forschungsstipendium am Deutschen Historischen Institut in Paris. In 2009 hatte sie auch eine Gastprofessur an der Fondation Maison des Sciences de l’Homme in Paris inne. Im gleichen Jahr wurde ihre Habilitation vom französischen Wissenschaftsministerium anerkannt. Seit 2011 ist sie regelmäßig Gastprofessorin an der École normale supérieure de Lyon. 2015 erhielt sie den Wiener Preis für Stadtgeschichtsforschung, für 2017 den Gay-Lussac-Humboldt-Preis.

## Veröffentlichungen (Auswahl)
- Urbanität (urbanitas, urbanity, urbanité, urbanità, urbanidad….) – An Essay, in: Religion and Urbanity Online, Berlin, Boston 2020 (doi:10.1515/urbrel.11276000).
- mit Benjamin Steiner: Raumforschung, historische, in: Friedrich Jaeger (Hrsg.): Enzyklopädie der Neuzeit Online, 2017 (online).
- Räume der Stadt. Eine Geschichte Lyons 1300–1800, Frankfurt/Main 2014.
- mit Benjamin Steiner: Europäische Grenzordnungen in der Welt. Ein Beitrag zur Historischen Epistemologie der Globalgeschichtsschreibung, in: Clio-online – Themenportal Europäische Geschichte, 2013 (online).
- Räume. Konzepte – Wahrnehmungen – Nutzungen (= Historische Einführungen, Bd. 14), Frankfurt/Main 2013, 2. Aufl. 2017 (englische Übersetzung bei Routledge: History, Space, and Place, London/New York 2019).
- Frankreich, in: Christophe Duhamelle, Bernd Klesmann und Matthias Schnettger (Hrsg.): La recherche en histoire moderne en Europe. État des lieux et perspectives // Frühneuzeitforschung in Europa. Standorte und Perspektiven, in: discussions 12, 2015 (online).
- The Urbanization of the Periphery. A Spatio-Temporal History of Lyon Since the Eighteenth Century, in: Historical Social Research 38, 3 (2013), S. 150–175 (online).
- Lutherische Konfessionalisierung in Hamburg. Zur Verstetigung eines kulturellen Ordnungsmusters (ca. 1550–1750), Erfurt 2013 (online).
- mit Ekkehard Schönherr: Mapping Spatial Relations, their Perceptions and Dynamics. The City Today and in the Past (= Lecture Notes in Geoinformation and Cartography), Cham 2014, S. 139–156.
- Hamburg, die Hanse und Nordeuropa in der Chronik Adam Tratzigers. Zur Rolle der Hanse in der Geschichtsschreibung von Hansestädten, in: Volker Henn u. Jürgen Sarnowsky (Hrsg.): Das Bild der Hanse in der städtischen Geschichtsschreibung des Mittelalters und der Frühen Neuzeit (= Hansische Studien, Bd. 20), Trier 2010, S. 19–36.
- Geschichte und Konfession. Städtische Geschichtsschreibung und Erinnerungskultur im Zeitalter von Reformation und Konfessionalisierung in Bremen, Breslau, Hamburg und Köln (= Hamburger Veröffentlichungen zur Geschichte Mittel- und Osteuropas, Bd. 9), Hamburg/München 2002.